# Niinisaari (ö i Södra Savolax, S:t Michel, lat 61,52, long 27,96)
Niinisaari är en ö i Finland. Den ligger i sjön Saimen och i kommunen Puumala i den ekonomiska regionen  S:t Michel och landskapet Södra Savolax, i den södra delen av landet, 220 km nordost om huvudstaden Helsingfors. Öns area är 1,7 hektar och dess största längd är 190 meter i sydöst-nordvästlig riktning.